# Михайловка (Нурлатский район)
Миха́йловка — посёлок в Нурлатском районе Татарстана Российской Федерации. Входит в состав Среднекамышлинского сельского поселения.

## География
Посёлок расположен на левом притоке реки Большой Черемшан, в 13 километрах к северу от города Нурлат.

## История
Основан в 1927 году переселенцами из села Средняя Камышла. С момента образования посёлок находился в составе Егоркинской волости Чистопольского кантона Татарской АССР. С 10 августа 1930 года в Октябрьском (с 10 декабря 1997 года — Нурлатский) районе.

## Население
| 1949 | 1958 | 1970 | 1979 | 1989 | 2002 |
| ---- | ---- | ---- | ---- | ---- | ---- |
| 183  | ↘122 | ↘98  | ↘70  | ↘17  | ↗22  |

## Экономика
Полеводство.